# رنچو گرند (نیومکزیکو)
رنچو گرند (به انگلیسی: Rancho Grande) یک منطقهٔ مسکونی در ایالات متحده آمریکا است که در نیومکزیکو واقع شده‌است. رنچو گرند ۱۴۲ نفر جمعیت دارد و ۱٬۹۳۳٫۹۸ متر بالاتر از سطح دریا واقع شده‌است.